# アントニー・モリス
アントニー・モリス（Anthony Moris, 1990年4月29日 - ）は、ルクセンブルクのサッカー選手。サウジ・プロリーグ・アル・ハリージュFC所属。ポジションはGK。

## 経歴
2010年にスタンダール・リエージュのトップチームと契約を結ぶ。2014年1月、シント＝トロイデンVVに期限付き移籍した。
2015年にKVメヘレンに加入し、4月5日のワースラント＝ベフェレン戦でデビューした。
2018年7月18日、メヘレンを退団し、翌日に3部リーグに所属するREヴィルトンに加入した。
2020年7月30日、ロイヤル・ユニオン・サン＝ジロワーズに3年契約で加入した。
2025年7月16日、5年間過ごしたユニオンを離れアル・ハリージュFCに移籍。

### 代表歴
年代別のベルギー代表に招集されていたが、両親がルクセンブルク出身であることからA代表はルクセンブルク代表を選択した。